# Eugène Collache
Eugène Collache (29 tháng 1 năm 1847 ở Perpignan – 25 tháng 10 năm 1883 ở Paris) là sĩ quan Hải quân Pháp chiến đấu như một samurai dưới trướng của Shōgun trong chiến tranh Boshin.

## Đặt chân đến Nhật Bản
Eugène Collache là một sĩ quan của Hải quân Pháp vào thế kỷ 19. Dựa trên con tàu Minerva của Hạm đội Phương Đông Pháp, ông đã đào ngũ khi con tàu neo đậu tại cảng Yokohama, cùng với người bạn Henri Nicol của mình tập hợp các sĩ quan Pháp khác, dưới sự dẫn dắt của Jules Brunet, người đã đi theo chính nghĩa của Mạc phủ trong chiến tranh Boshin. Vào ngày 29 tháng 11 năm 1868, Eugène Collache và Nicol đã rời khỏi Yokohama trên một chiếc thương thuyền tên là Sophie-Hélène do một doanh nhân Thụy Sĩ thuê giùm.

## Chiến tranh Boshin

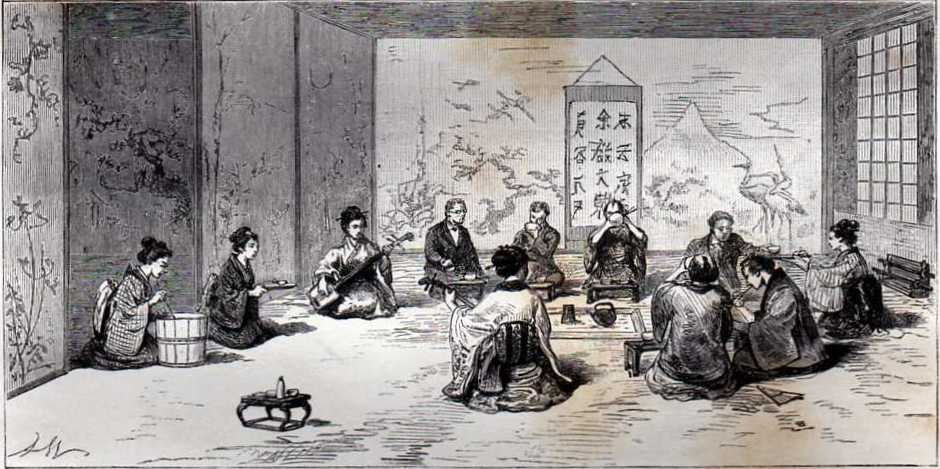
Eugène Collache được gia thần của Daimyo phiên Tsugaru chào đón

Hai sĩ quan Pháp đầu tiên đến vịnh Samenoura ở phiên Nanbu (nay là tỉnh Miyagi), nơi họ biết được rằng các lực lượng quan quân triều đình đã chinh phục các daimyō miền Bắc Nhật Bản, và quân nổi dậy trung thành với shōgun đã chạy trốn đến đảo Hokkaidō. Họ đi xa hơn về phía bắc đến Aomori, tại đây họ được daimyō phiên Tsugaru chào đón nồng nhiệt. Một chiếc tàu Mỹ đến thăm đã mang đến cho họ tin dữ rằng chính phủ mới đã ra lệnh bắt giữ họ. Eugène Collache và Nicol quyết định lên tàu Mỹ khởi hành đến Hokkaidō.
Vào mùa đông năm 1868–1869, Collache được giao trách nhiệm thiết lập các công sự trong chuỗi núi lửa bảo vệ Hakodate (Nicol được giao nhiệm vụ tổ chức Hải quân).
Vào ngày 18 tháng 5 năm 1869, Cộng hòa Ezo quyết định tiến hành một cuộc đột kích vào Hải quân Hoàng gia, đang tiến về phía bắc để đối đầu với họ. Collache do đó tham gia vào trận hải chiến Miyako. Ông ở trên tàu Takao, có tên cũ là Aschwelotte, đang nằm dưới quyền chỉ huy của mình. Hai tàu khác là Kaiten và Banryū. Các con tàu gặp phải thời tiết xấu, trong đó Takao gặp rắc rối về động cơ máy hơi nước, và Banryū bị chia tách khỏi nhóm. Banryu cuối cùng trở về Hokkaidō, mà không tham gia trận thủy chiến này.

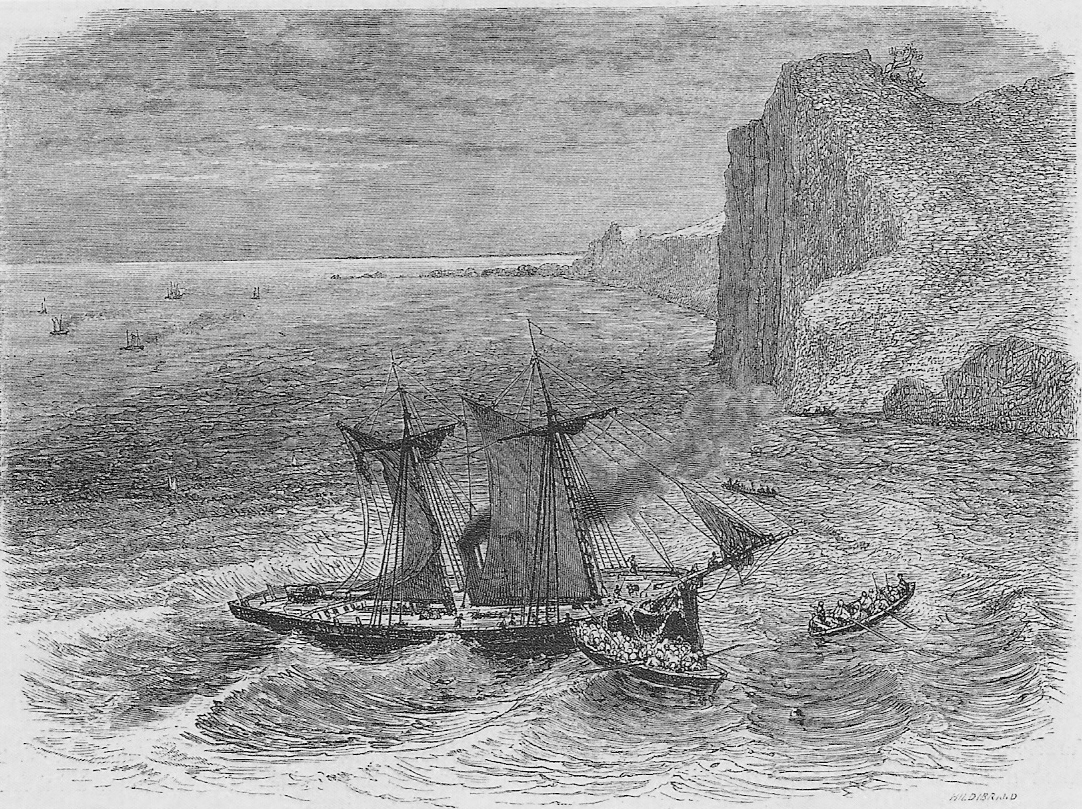
Xác tàu Takao, bị các tàu hơi nước của Hải quân Hoàng gia truy kích

Nhằm tạo bất ngờ, chiếc Kaiten dự định đi vào cảng Miyako với một lá cờ Mỹ. Không thể đi xa được hơn ba hải lý do gặp sự cố động cơ, chiếc Takao đã chạy theo sau, và Kaiten bước vào trận đánh đầu tiên. Kaiten đã tiếp cận các tàu địch và giương cờ Mạc phủ vài giây trước khi xông vào tấn công tàu chiến của triều đình Kōtetsu. Chiếc Kōtetsu cố sức đẩy lùi cuộc tấn công với một khẩu súng Gatling, với tổn thất rất lớn về phe tấn công. Kaiten, bị hạm đội triều đình truy kích, tức tốc chạy ra khỏi vịnh Miyako ngay khi Takao bước chân vào cuộc chiến. Kaiten cuối cùng đã trốn sang Hokkaidō, nhưng Takao không thể thoát khỏi những kẻ truy đuổi và thủy thủ đoàn đã tự đánh đắm con tàu để khỏi lọt vào tay quân địch.

### Bắt giữ và giam cầm

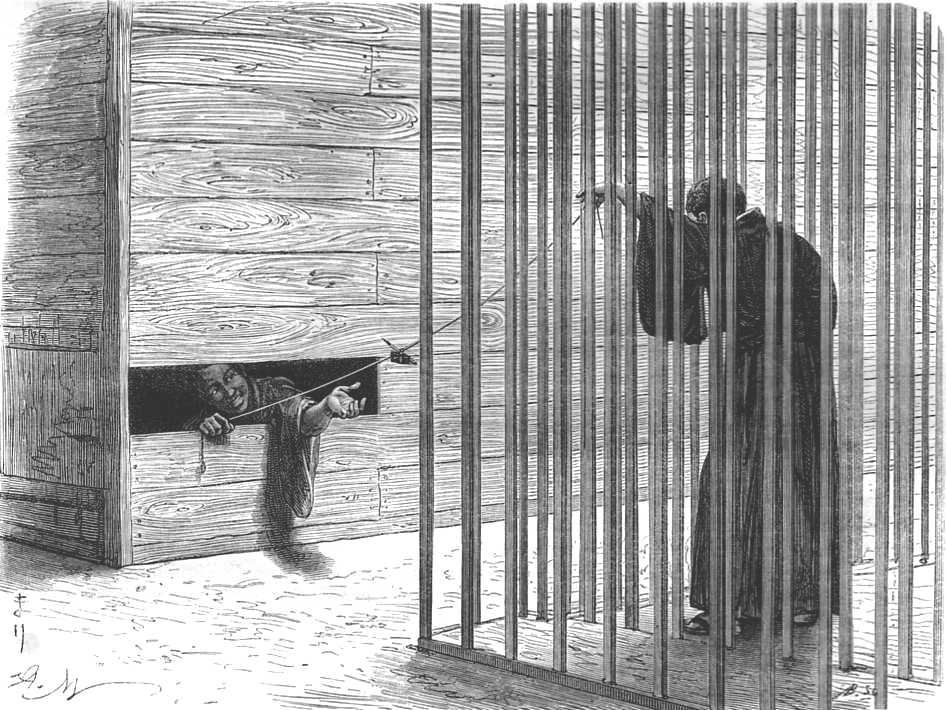
Collache trong nhà tù ở Edo

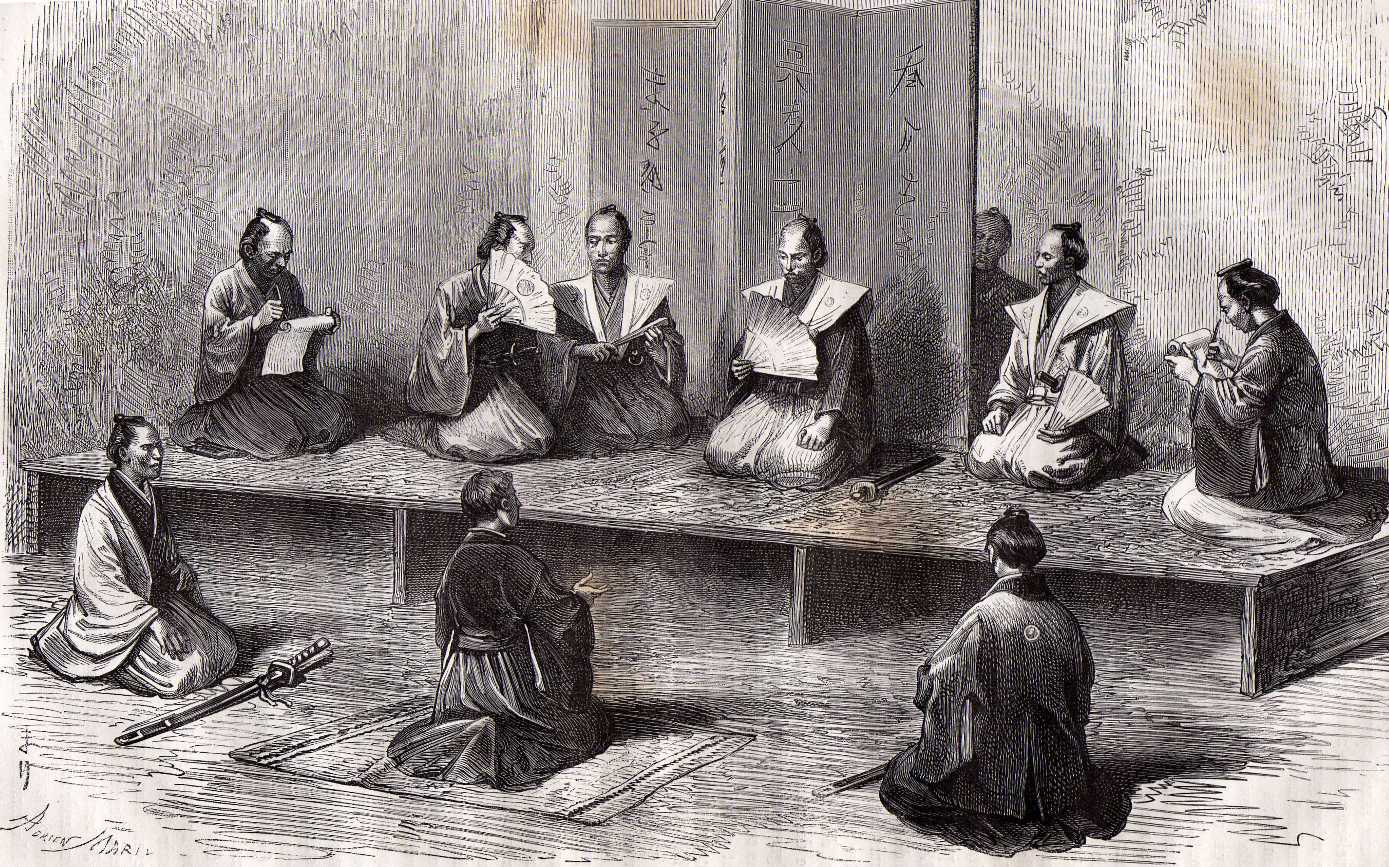
Vụ xét xử Eugène Collache ở Edo

Đang cố gắng trốn thoát qua vùng núi non hiểm trở, Collache cuối cùng đã đầu hàng chính phủ mới của Nhật Bản sau một vài ngày lẩn trốn cùng với đám tàn quân của mình. Họ bị đưa đến Edo để bị cầm tù. Riêng ông bị đưa ra xét xử và tuyên án tử hình, nhưng sau cùng cũng được ân xá.
Ông được chuyển đến Yokohama trên tàu frigate Coëtlogon của hải quân Pháp, nơi ông gia nhập phần còn lại của nhóm sĩ quan Pháp nổi loạn dưới sự lãnh đạo của Jules Brunet.

## Trở về nước Pháp
Trở về Pháp, ông bị quân đội cho giải ngũ và đưa ra tòa án binh vì tội đào ngũ, nhưng được tuyên trắng án, và về sau còn được phép tái nhập ngũ trong Chiến tranh Pháp-Phổ cùng với người bạn Nicol của mình.

### Tác phẩm
Collache có viết về giai đoạn này trong cuốn "Một cuộc phiêu lưu ở Nhật Bản 1868–1869" ("Une aventure au Japon 1868–1869"), được xuất bản vào năm 1874.

## Samurai gốc Âu khác
- William Adams (1564–1620), được người Nhật biết đến qua cái tên Anjin Miura (三浦按針: "hoa tiêu Miura"), là nhà hàng hải người Anh du hành đến Nhật Bản và được cho là người Anh đầu tiên đặt chân đến đất nước này.
- Jan Joosten – được người Nhật biết đến qua cái tên Yayōsu là một đồng nghiệp người Hà Lan của Adams, và là samurai người Hà Lan duy nhất được biết đến. Ngày nay, khu phố Yaesu ở quận Chūō, Tokyo được đặt theo tên ông.
- John Henry Schnell – được người Nhật biết đến qua cái tên Hiramatsu Buhei là một nhà buôn vũ khí người Phổ, từng có thời gian phụng sự phiên Aizu như một hướng dẫn viên quân sự và thu mua vũ khí.